# Damon Johnson
Damon Roger Johnson (Macon, 13 luglio 1964) è un chitarrista e compositore statunitense.
Ha esordito come membro della band Brother Cane durante gli anni novanta. Successivamente ha suonato per Alice Cooper, Thin Lizzy e Black Star Riders.
Ha inoltre composto pezzi per Stevie Nicks, Ted Nugent, Skid Row, Queensrÿche e Carlos Santana; per quest'ultimo ha co-scritto il singolo Just Feel Better, poi reinciso da Johnson stesso nel suo album solista Release.

## Discografia

### Da solista
- 2000 – Dust
- 2010 – Release
- 2016 – Echo (EP)
- 2017 – Birmingham Tonight
- 2019 – Memoirs of an Uprising

### Con i Brother Cane
- 1993 – Brother Cane
- 1995 – Seeds
- 1998 – Wishpool

### Con Alice Cooper
- 2005 – Dirty Diamonds
- 2006 – Live at Montreux 2005

### Con i Black Star Riders
- 2013 – All Hell Breaks Loose
- 2015 – The Killer Instinct
- 2017 – Heavy Fire

### Altri album
- Sammy Hagar – Marching to Mars, 1997
- Faith Hill – Cry, 2002
- John Waite – The Hard Way, 2004
- Whiskey Falls – Whiskey Falls, 2007
- Jettblack – Black Gold, 2013